# Lutomski Most
Lutomski Most (niem. Luttomerbrück) – kolonia w Polsce w  województwie pomorskim, w powiecie chojnickim, w gminie Czersk. 
Miejscowość wchodzi w skład sołectwa Zapędowo.
W latach 1975–1998 miejscowość administracyjnie należała do województwa bydgoskiego.

## Historia
Słownik geograficzny Królestwa Polskiego wymienia Lutomski Most jako włość z karczmą podległą do Zapędowa w ówczesnym powiecie chojnickim, nad rzeką Brdą. Według noty włość położona w okolicy lesistej i piaszczystej. Spis z roku 1884 pokazał tu 6 budynków w tym jeden dom mieszkalny. Szkoła oraz parafia w Czersku, poczta w Rytlu.